# آینو کالاس
آینو کالاس (فنلاندی: Aino Kallas؛ ۲ اوت ۱۸۷۸ – ۹ نوامبر ۱۹۵۶) نویسنده اهل فنلاند-استونی بود. رمان‌های کوتاه او از آثار برجسته ادبیات فنلاند به حساب می‌آیند.